# Octomarginula
Octomarginula is een geslacht van weekdieren uit de klasse van de Gastropoda (slakken).

## Soorten
- Octomarginula arabica (A. Adams, 1852)
- Octomarginula natlandi (Durham, 1950)
- Octomarginula ostheimerae (Abbott, 1958)
- Octomarginula scutellata (Deshayes, 1863)